# ساینتیفیک گیمز
ساینتیفیک گیمز (انگلیسی: Scientific Games) شرکت سرگرمی آمریکایی است، که در سال ۱۹۷۱ توسط جان کوزا تأسیس شد.